# Unie van Kalmar
De Unie van Kalmar verenigde de drie Scandinavische koninkrijken Denemarken, Noorwegen en Zweden onder één monarch in 1397. Ze omvatte tevens IJsland, Groenland, de Faeröer, de Orkneyeilanden, de Shetlandeilanden, Sleeswijk, Holstein en Finland (gedeeltelijk), die bestuurd werden door een van de drie. De drie koninkrijken bleven echter als zelfstandige staten bestaan en waren slechts verbonden door hun gezamenlijke monarch.
Zweedse ontevredenheid over het Deense streven naar een gecentraliseerd bestuur leidde tot diverse conflicten. Uiteindelijk zouden die leiden tot het uiteenvallen van de Unie in 1523, waarna de Unie officieel nog door Denemarken en Noorwegen werd voortgezet. Met de degradatie van Noorwegen tot Deense provincie in 1536 werd de Unie opgeheven, waarna Denemarken-Noorwegen werd gevormd.
De personele unie werd gevormd door koningin Margareta I van Denemarken op Kalmar slott te Kalmar, bij de (toenmalige) grens met Denemarken (Skåneland), nadat Deense en Zweedse troepen de Zweedse koning, Albrecht van Mecklenburg hadden verslagen. Koningin Margareta kon haar neefje Erik van Pommeren op de Noorse troon krijgen, die vervolgens tot koning van de beide andere landen werd uitgeroepen. Margareta had beloofd de politieke invloed en voorrechten van de adel te beschermen; koning Erik streefde daarentegen naar versterking van de monarchie.

## Geschil met Zweden
De Zweden waren niet tevreden met een aantal door Denemarken gevoerde oorlogen, die de Zweedse uitvoer van producten (met name ijzer) bemoeilijkten. Ook de centralisatie van de macht in Denemarken stuitte op weerstand. De Unie verbrokkelde in de jaren na 1430. Het kwam zelfs tot een gewapende opstand, bekend als de Engelbrekt-opstand. Erik werd van de troon gestoten in 1438-1439 en opgevolgd door Christoffel van Beieren. In het machtsvacuüm na Christoffels dood in 1448 koos Zweden Karel VIII van Zweden tot koning. Deze werd het daaropvolgende jaar ook tot koning van Noorwegen gekozen. Denemarken koos echter Christiaan I van Denemarken als koning en wilde de macht in Zweden en Noorwegen niet zomaar opgeven. De volgende zeventig jaar zouden oorlogen tussen Zweden en Denemarken de unie verder ontwrichten.
Na de succesvolle herovering van Zweden door Christiaan II van Denemarken en het bloedbad van Stockholm in 1520 kwamen de Zweden nogmaals in opstand. Meteen na zijn kroning riep Gustaaf I van Zweden op 6 juni 1523 de Zweedse onafhankelijkheid uit. Daarmee hield de Unie van Kalmar feitelijk op te bestaan.

## Nasleep
De laatste resten van de Unie van Kalmar bleven bestaan tot 1536. In dat jaar verlaagde de koning van Denemarken Noorwegen tot een Deense provincie. Noorwegen behield enkele eigen instellingen en zijn eigen rechtsstelsel. Zijn overzeese bezittingen, (IJsland, Groenland en de Faeröer) werden het bezit van de Deense kroon.
In 1814 werd de koning van Denemarken-Noorwegen gedwongen om Noorwegen zelfstandigheid te verlenen. Het vormde gedurende de negentiende eeuw een personele unie met Zweden.